# Râul Izvorul Cătunului
Râul Izvorul Cătunului sau Râul Cătunu este unul afluent al râului Iezerul. 